# Ismael Marcelo Hernandez Uscanga
Ismael Marcelo Hernandez Uscanga, född den 23 januari 1990 i Cuautla Morelos, är en mexikansk modern femkampare.
Han tog OS-brons i modern femkamp i samband med de olympiska tävlingarna i modern femkamp 2016 i Rio de Janeiro..